# Offerdal-Alsens pastorat
Offerdal-Alsens pastorat var ett pastorat i Krokom-Åre-Strömsunds kontrakt i stiftet Härnösands stift i Svenska kyrkan.
Pastoratskoden var 101310.
Pastoratet bildades 2002 och omfattar följande församlingar:
- Offerdals församling
- Alsens församling

Pastoratet upphörde 2018 och församlingarna överfördes till Krokoms pastorat.